# Стенио
Стенио Нивалдо Матос дос Сантос, популярен просто като Стенио, е футболист от Кабо Верде. Играе като полузащитник. Част от отбора на Ботев (Пловдив).

## Кариера
Роден в Минделу, първите три години от професионалната кариера на Стенио преминават в местните клубове Академика до Минделу и Минделенсе.
През 2010 г. Стенио подписва договор с португалския Фейренсе. През първия си сезон там рядко намира място в състава, но след това се утвърждава като твърд титуляр. През сезон 2011/12 записва 22 мача в най-високото ниво на португалския футбол – Примейра Лига, но Фейренсе завършва на предпоследно място и изпада във втора дивизия.
През май 2012 г. Стенио получава първа повиквателна за националния тим на Кабо Верде. Записва официален дебют на 2 юни срещу Сиера Леоне в квалификация за Световното първенство в Бразилия. След това попада в състава от 23-играчи за Купа на африканските нации 2013, но не записва участие на турнира.
През лятото на 2014 г. Стенио подписва като свободен агент с българския Черно море (Варна).

## Успехи
Черно море
- Купа на България (1): 2014–15